# Komyschiwka (Dorf)
Komyschiwka (ukrainisch Комишівка; russisch Комишевка Komischewka, rumänisch Hagi-Curda) ist ein im Budschak gelegenes Dorf im Südwesten der ukrainischen Oblast Odessa mit etwa 3500 Einwohnern (2001).
Die Ortschaft liegt am Westufer des 60 km² großen Kytaj-Sees (ukrainisch Китай (озеро)) und am Jenyka (ukrainisch Єника), einem 26 km langen Zufluss des Katlabuh-Sees 36 km nordöstlich vom Rajonzentrum Ismajil und etwa 210 km südwestlich vom Oblastzentrum Odessa.
Am 14. November 1945 erhielt die Ortschaft, welche bis dahin den ukrainischen Namen Chadschi-Kurda (Хаджі-Курда) trug ihren heutigen Namen.

## Geschichte
Hagi-Curda wurde 1814 im Gouvernement Bessarabien innerhalb des Russischen Kaiserreichs gegründet. Nach dem für Russland verlorenen Krimkrieg kam das Dorf mit dem umliegenden Gebiet um Cahul, Bolgrad und Ismail im Pariser Frieden 1856 an das Fürstentum Moldau, um nach dem folgenden Russisch-Osmanischen Krieg 1878 im Berliner Friedensvertrag wieder an das Russische Reich zu fallen. Nach der Oktoberrevolution verlor Russland Bessarabien, dass sich 1917 zur Moldauischen Demokratischen Republik erklärte und im gleichen Jahr freiwillig dem Königreich Rumänien anschloss.
Infolge des Molotow-Ribbentrop-Pakts wurde Bessarabien 1940 durch die Sowjetunion besetzt. Komyschiwka gelangte in den Rajon Ismajil der Oblast Akkerman (ab dem 7. August 1940 Oblast Ismajil) in der Ukrainischen SSR. Zu Beginn des Deutsch-Sowjetischen Krieges kam die Ortschaft 1941 erneut an Rumänien. Nachdem die Rote Armee Bessarabien 1944 zurückerobert hatte, lag das Dorf wieder in der Oblast Ismajil, die 1954 in der Oblast Odessa aufging. 1947 erhielt das Dorf seinen heutigen Namen und 1991 wurde Komyschiwka Teil der unabhängigen Ukraine.

## Verwaltungsgliederung
Am 12. Juni 2020 wurde das Dorf ein Teil der Landgemeinde Safjany; bis dahin bildete es die Landratsgemeinde Komyschiwka (Комишівська сільська рада/Komyschiwska silska rada) im Osten des Rajons Ismajil.